# Monne (Vie)
Die Monne ist ein kleiner Fluss in Frankreich, der in der Region Normandie verläuft. Sie entspringt im südlichen Gemeindegebiet von Le Renouard, entwässert generell Richtung Nordosten durch die Landschaft des Pays d’Auge und mündet nach rund 15 Kilometern an der Gemeindegrenze von Val-de-Vie und Livarot-Pays-d’Auge mit mehreren Mäandern als linker Nebenfluss in die Vie. Auf ihrem Weg berührt die Monne die Départements Orne und Calvados.

## Orte am Fluss
(Reihenfolge in Fließrichtung)
- Le Bois des Ventes, Gemeinde Le Renouard
- Le Moulin d’Olivet, Gemeinde Saint-Gervais-des-Sablons
- Les Parcs Créviers, Gemeinde Le Renouard
- Les Viguelières, Gemeinde Le Renouard
- Saint Bazile, Gemeinde Livarot-Pays-d’Auge
- Le Grand Herbage, Gemeinde Crouttes
- La Chapelle-Haute-Grue, Gemeinde Val-de-Vie
- La Chaplinière, Gemeinde Livarot-Pays-d’Auge